# Bhuj Airport
Bhuj Airport är en flygplats i Indien.   Den ligger i distriktet Kachchh och delstaten Gujarat, i den västra delen av landet, 1 000 km sydväst om huvudstaden New Delhi. Bhuj Airport ligger 81 meter över havet.
Terrängen runt Bhuj Airport är platt. Runt Bhuj Airport är det ganska glesbefolkat, med 25 invånare per kvadratkilometer. Närmaste större samhälle är Bhuj, 3,8 km söder om Bhuj Airport. Omgivningarna runt Bhuj Airport är i huvudsak ett öppet busklandskap.